# 戈尼克文奇納足球俱樂部
戈尼克文奇納足球俱樂部（Górnik Łęczna）是波蘭的一家足球俱樂部，主場位於文奇納。球隊現在參加波蘭足球甲級聯賽的賽事。球隊創建於1979年。戈奇尼文奇納也有女子足球的部門。